# Tyr Gobaith

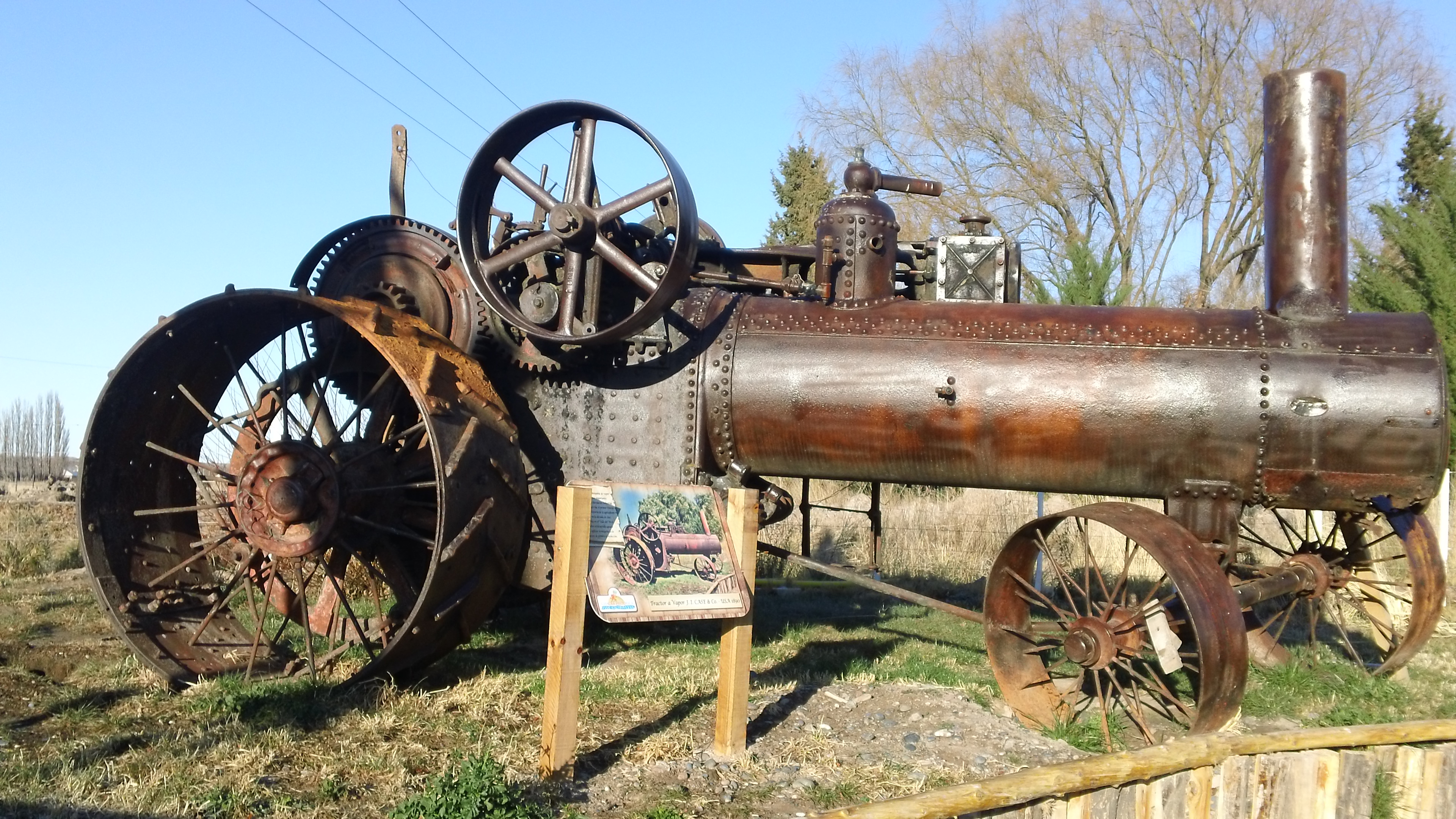
Chacra Tyr Gobaith

Tyr Gobaith (en idioma galés: Tierra de esperanza)  es una chacra temática ubicada en la localidad argentina de Veintiocho de Julio, Provincia del Chubut, que fue inaugurada en febrero de 2015 en el marco del sesquicentenario del desembarco galés en Patagonia.
Está ubicada a la vera de la ruta provincial Nº 10. Su objetivo es preservar maquinaria antigua del Valle Inferior del Río Chubut, y realizar exposiciones dinámicas rescatando las técnicas del trabajo agropecuario del valle a principios del siglo XIX.

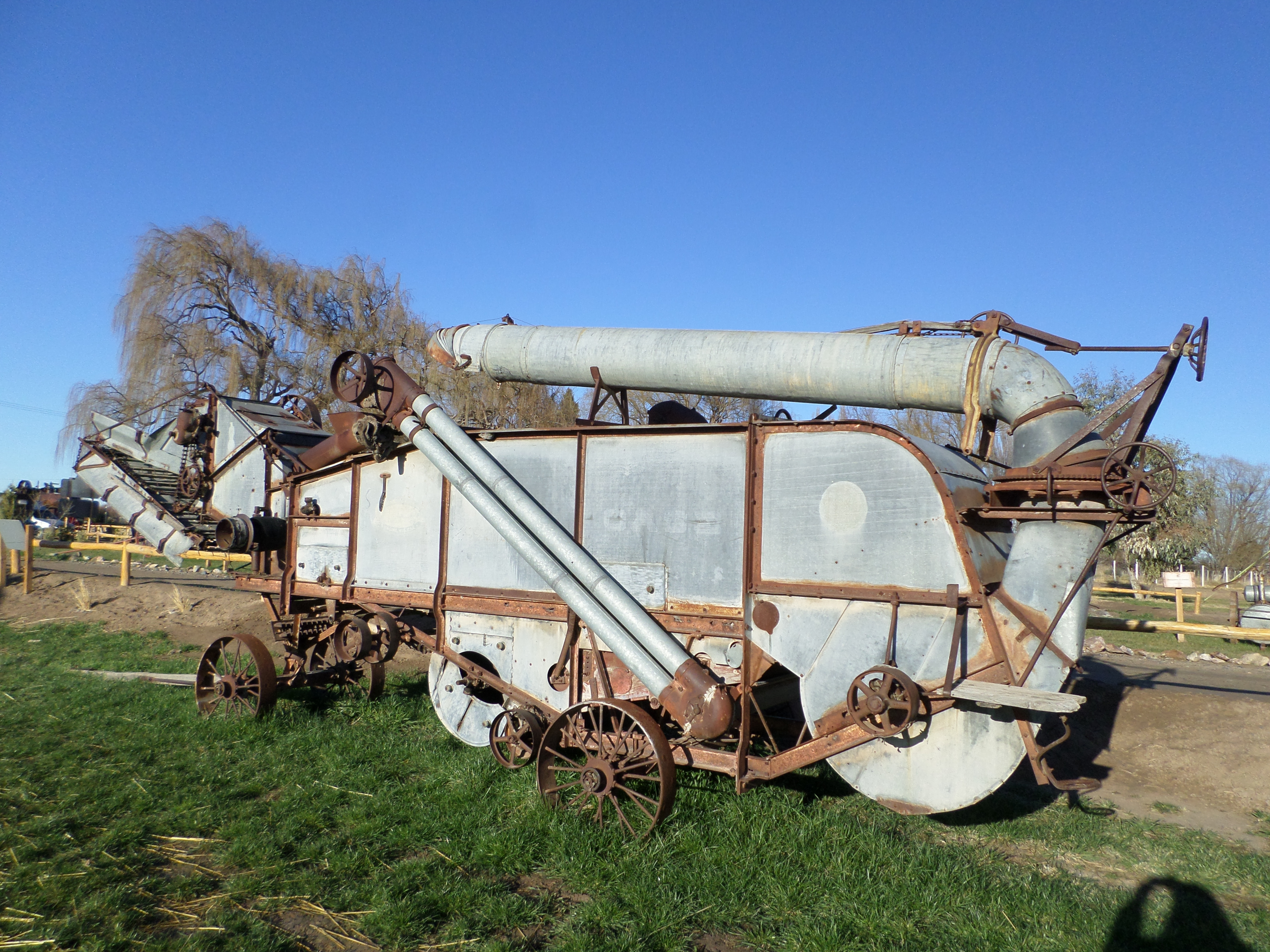
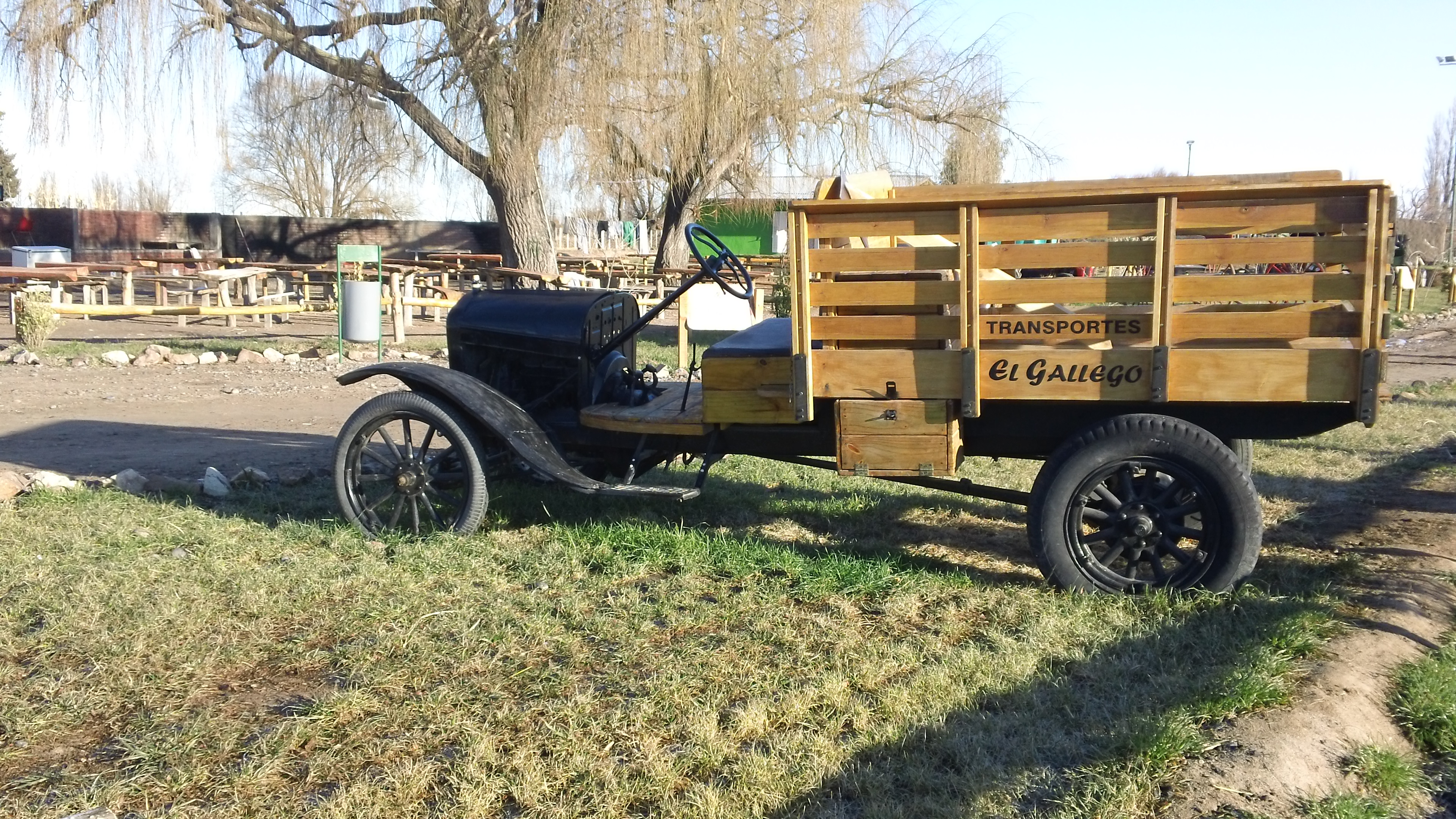
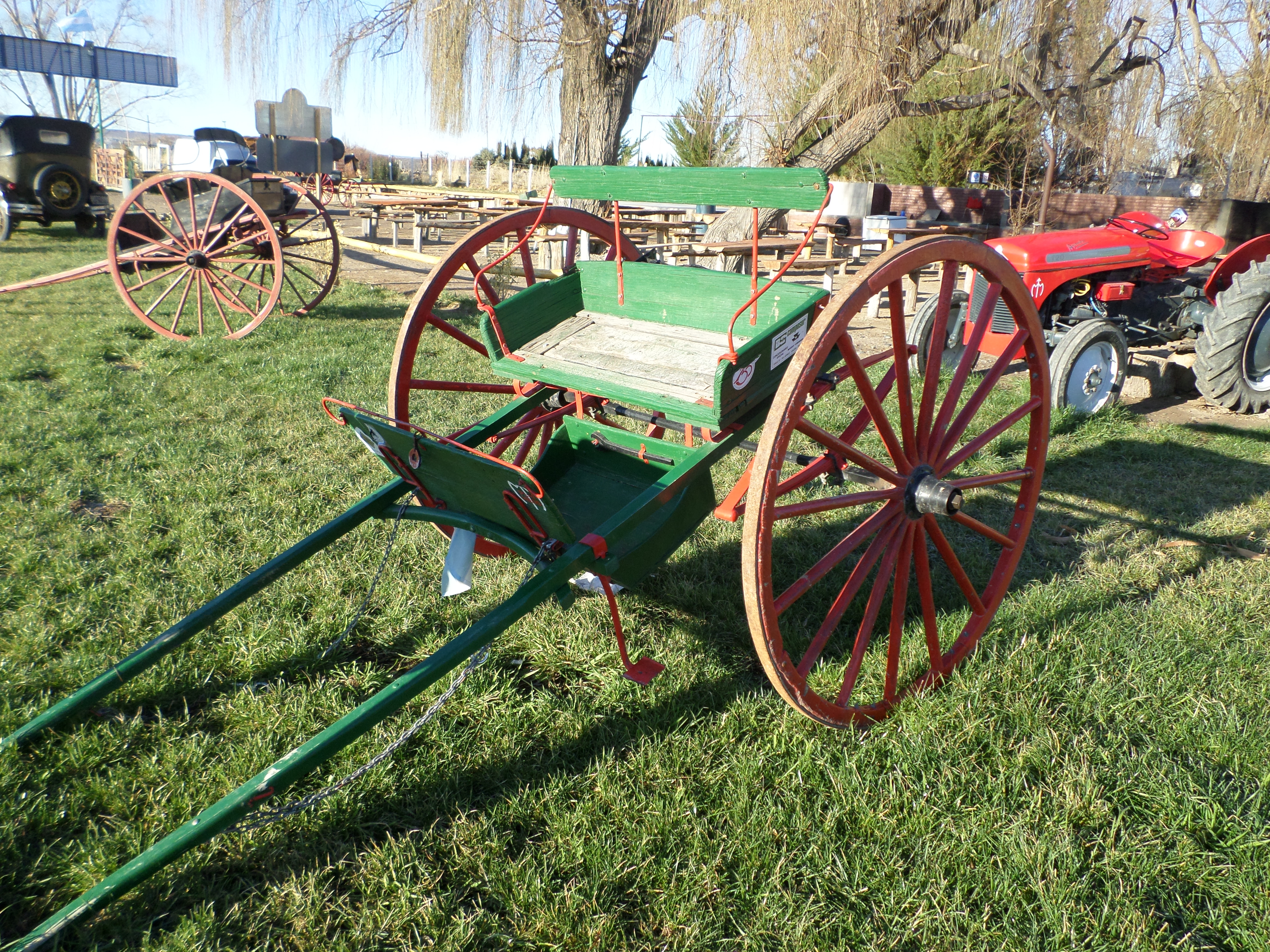
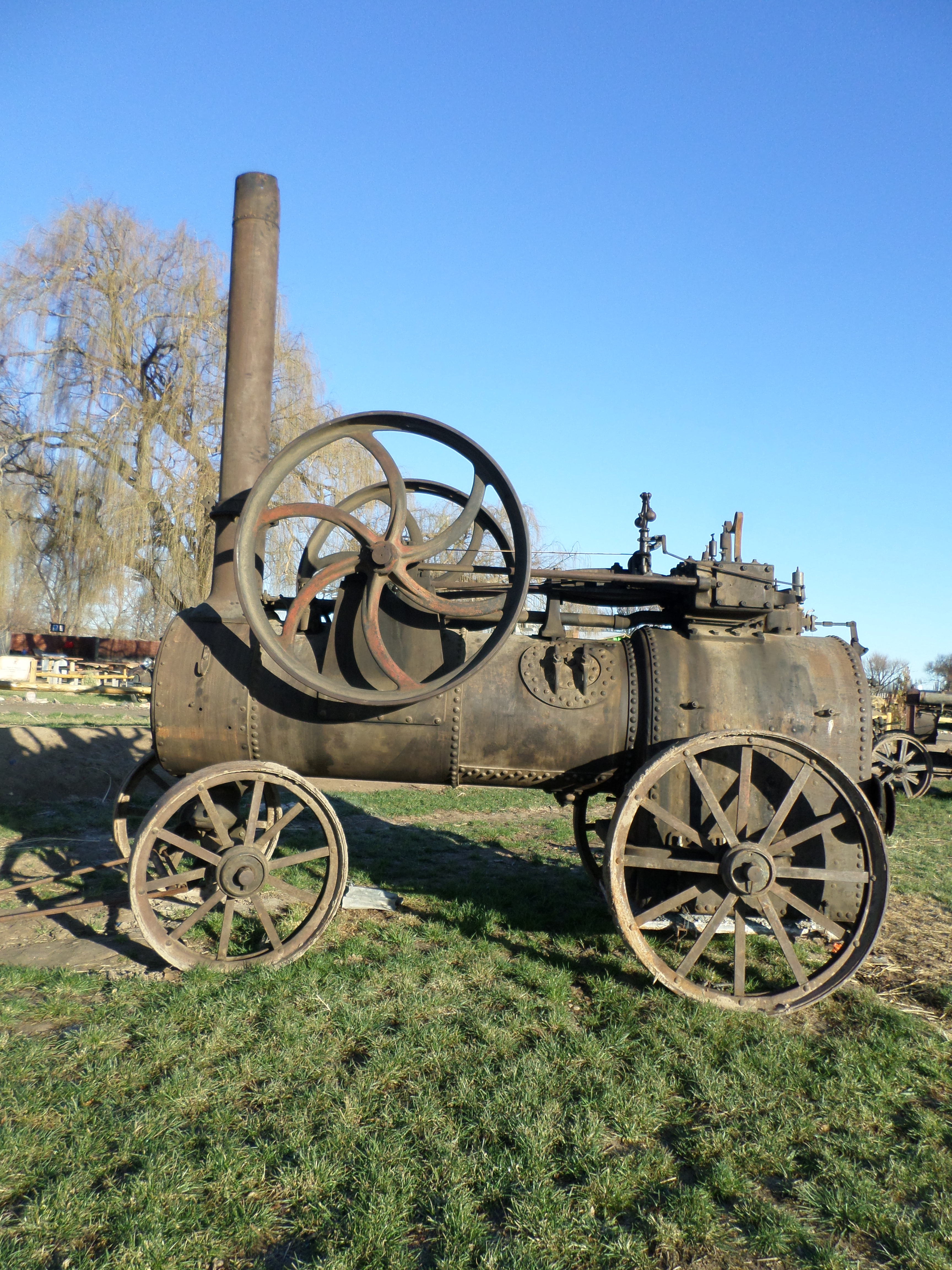
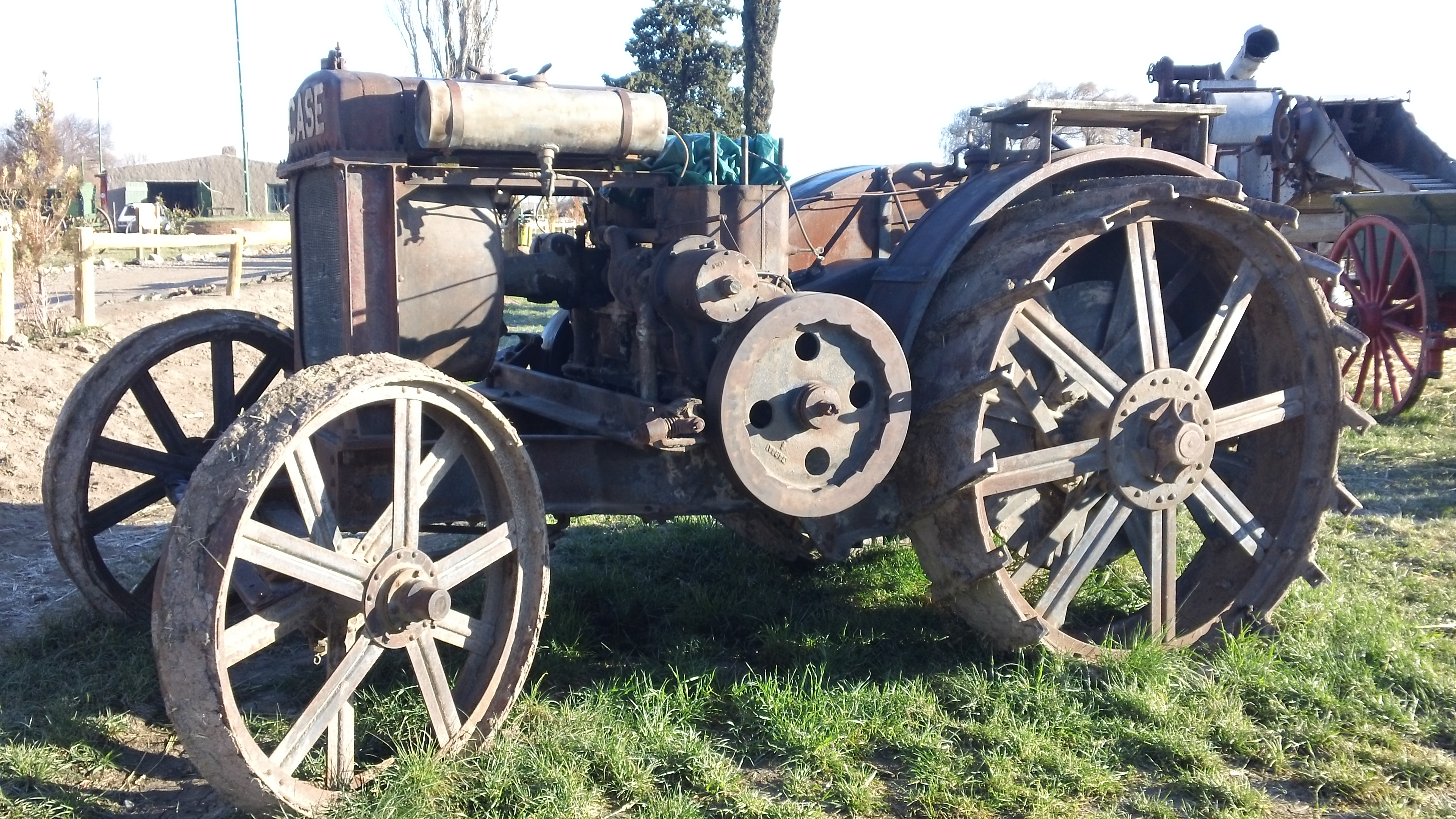